# Mosalingua
Mosalingua  es una plataforma de aprendizaje de idiomas en línea fundada en 2009 por Samuel Michelot y Luca Sadurny. La plataforma ofrece una variedad de cursos de idiomas diseñados para ayudar a los usuarios a mejorar sus habilidades lingüísticas en diferentes idiomas extranjeros.
La plataforma ofrece el servicio MosaLingua Premium (para web y dispositivos móviles), antes conocido como MosaWeb, y aplicaciones en Android y iOS. 

La plataforma es de pago y requiere suscripción para poder usarse.

## Historia
Mosalingua fue fundada en 2009 por Samuel Michelot  y Luca Sadurny. La idea surgió de su interés en encontrar formas eficientes de aprender idiomas extranjeros. Inicialmente, la plataforma se lanzó como una aplicación móvil con un enfoque en técnicas de memorización espaciada y repetición espaciada para optimizar el proceso de aprendizaje de vocabulario. 
A lo largo de los años, Mosalingua ha experimentado un crecimiento gradual en su base de usuarios y ha expandido su oferta para incluir una variedad de cursos de idiomas en diferentes idiomas, incluyendo inglés, francés, español, alemán, italiano, portugués, entre otros.  La plataforma ha incorporado contenido de audio, tarjetas de vocabulario, ejercicios interactivos e inteligencia artificial como parte de su metodología de enseñanza.

## Metodología

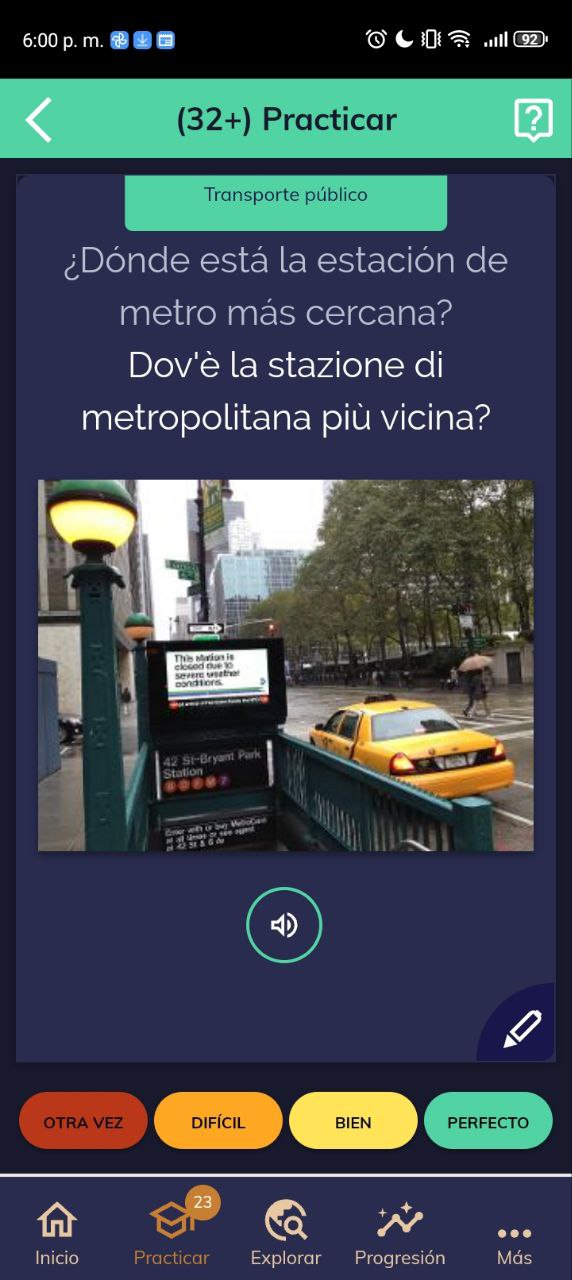
Captura de pantalla de una sesión de revisión de Mosalingua Italiano en un dispositivo Android.

La metodología de Mosalingua se basa en varios principios pedagógicos, incluyendo la Ley de Pareto, la Repetición Espaciada (SRS por sus siglas en inglés), y técnicas de memorización espaciada.  La Ley de Pareto, también conocida como el principio del 80/20, sugiere que aproximadamente el 80% de los resultados provienen del 20% de los esfuerzos.   En el contexto del aprendizaje de idiomas, esto implica enfocarse en el vocabulario y las estructuras gramaticales más utilizadas en el idioma objetivo. 
La Repetición Espaciada es una técnica de estudio que sugiere distribuir las repeticiones de la información a lo largo del tiempo para mejorar la retención a largo plazo.  Mosalingua implementa esta técnica a través de la programación de revisiones regulares de palabras y frases clave para reforzar el aprendizaje. 
La plataforma se enfoca en lo esencial comprender y ser comprendido.Los usuarios aprenden primero las palabras más útiles y comunes de cada idioma. Usando la repetición espaciada, el usuario puede aprender las palabras más útiles, nuevamente, basado en el principio de Pareto, donde el 80% de las conversaciones tienen lugar con el 20% del vocabulario de una lengua. Estas palabras vendrían a ser las más comunes de cada idioma. De este modo se evita la pérdida de tiempo, ya que el usuario se enfoca en lo que se considera el vocabulario indispensable.  

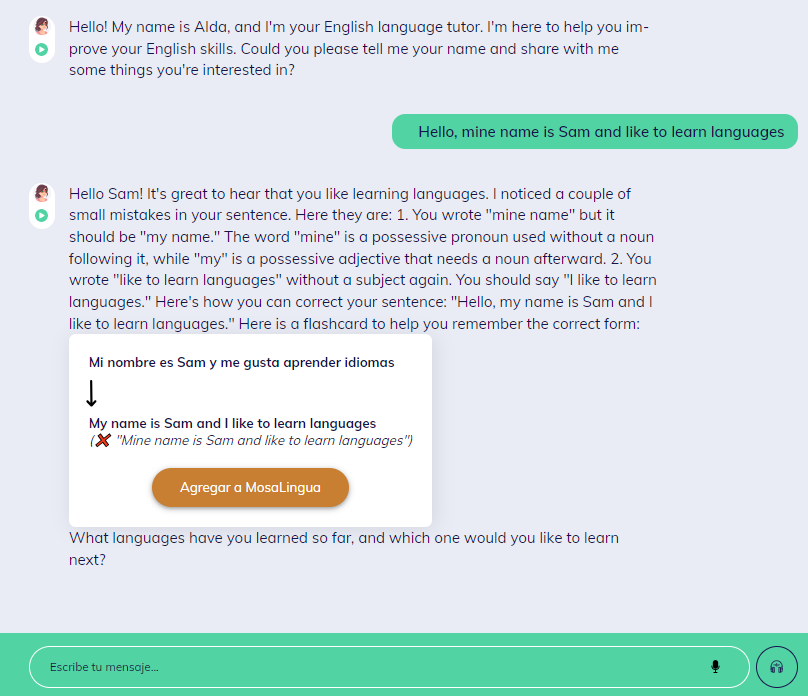
Captura de pantalla de MosaChat-AI, la herramienta ayuda a corregir errores e imprecisiones de los usuarios, y estas correcciones pueden luego ser implementadas en forma de tarjetas de estudio.

El repaso espaciado es un algoritmo por medio del cual los usuarios pueden revisar el vocabulario en el que tengan más dificultades. Está basado en niveles de dificultad que determinan qué tan lejano en el futuro serán programadas las repeticiones que pueden situarse entre unas pocas horas y un año. Dado que las tarjetas de vocabulario suelen estar acompañadas de imágenes, la aplicación ejercita la memoria visual y auditiva, almacenando el vocabulario poco a poco en la memoria a largo plazo. Por esta metodología la aplicación ha sido clasificada entre las 5 mejores aplicaciones para aprender un idioma por el Huffington Post. 

### Mosaweb
Mosaweb es la modalidad principal actual del curso de Mosalingua que integra todos los contenidos de todos los idiomas disponibles en la plataforma. Esta modalidad ofrece recursos que incluyen videos, audiolibros, textos y otras herramientas. A través de Mosaweb, los usuarios tienen acceso a materiales didácticos diseñados para mejorar sus habilidades lingüísticas en diferentes idiomas extranjeros. Esta modalidad proporciona una experiencia de aprendizaje que abarca aspectos del dominio de un idioma, desde la comprensión auditiva hasta la expresión escrita. 

### MosaDiscovery
MosaDiscovery es una de las herramientas de MosaLingua diseñada para ayudar a los usuarios a expandir su vocabulario de manera natural mientras navegan por internet, mientras leen cualquier contenido en línea o mientras ven contenido en las plataformas Netflix o YouTube. Funciona como una extensión del navegador que permite seleccionar palabras o frase, o cliquear sobre los subtítulos mientras se disfruta de series, películas o videos, obteniendo instantáneamente su traducción o definición, con la posibilidad de agregar las traducciones como tarjetas para aprenderlas más tarde. 

### MosaChat-AI
MosaLingua ha implementado herramientas de inteligencia artificial (IA). Con la introducción de MosaChat-AI, los usuarios pueden interactuar con un agente de IA tanto por escrito como de manera oral, en modos de conversación diseñados para practicar habilidades de expresión oral y escrita en un entorno realista.  Esta función permite que los usuarios hablen en tiempo real y reciban correcciones. La IA proporciona correcciones en forma de tarjetas de memoria (flashcards) que los usuarios pueden agregar a su aprendizaje para revisarlas más adelante.

## Enfoque
El enfoque de Mosalingua se centra en la memorización de vocabulario y frases clave a través de la repetición espaciada, un método respaldado por estudios científicos pero cuya efectividad varía según el estudiante.  Si bien algunos usuarios valoran la practicidad y el enfoque en el vocabulario frecuente, otros consideran que el método podría complementarse con un mayor énfasis en la gramática o la práctica de conversación. 

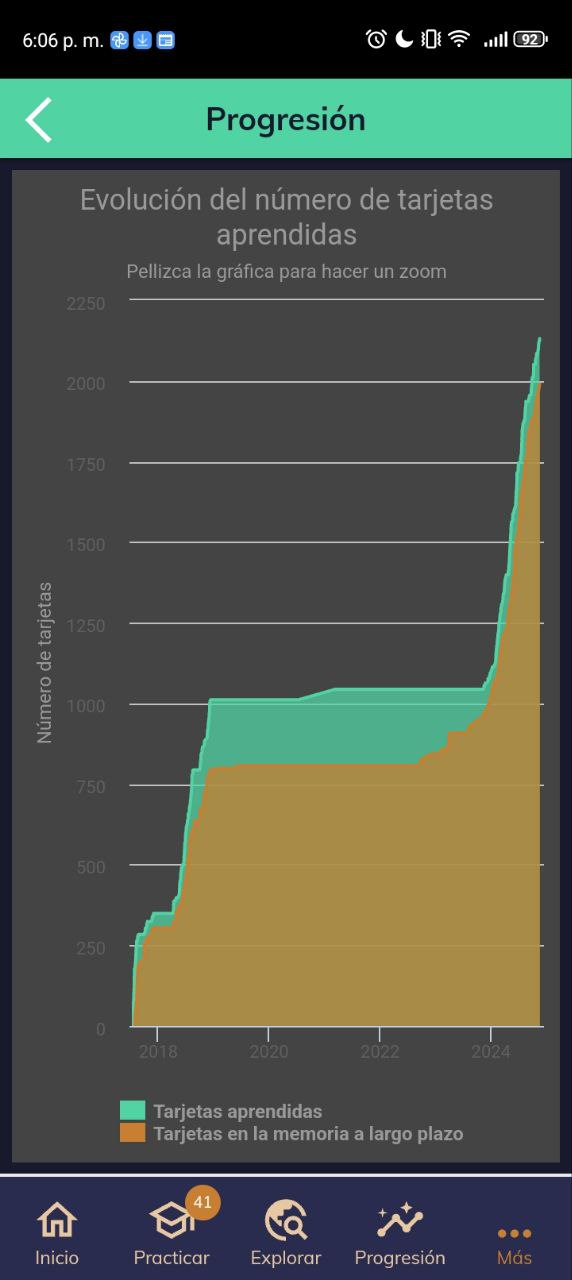
A través de la adquisición de vocabulario (palabras y oraciones) se progresa en el aprendizaje del idioma.

## Análisis
Se ha comparado a Mosalingua con Anki, una popular aplicación de memorización espaciada. El profesor francés Simon Marion ha señalado que Mosalingua usa el mismo concepto de repetición espaciada, un algoritmo desarrollado por el investigador de origen polaco Piotr Woźniak, en la década de los 80s. 

### Herramienta
Además, varios políglotas, como Benny Lewis, autor del foro anglosajón Fluent in 3 months, han expresado que Mosalingua no puede ser considerado como el único método de aprendizaje de idiomas.   Y que si bien Mosalingua puede ser beneficioso como complemento para desarrollar vocabulario y habilidades de comprensión auditiva, no puede sustituir la necesidad de práctica de conversación real y exposición a la lengua a través de la inmersión cultural, porque estos últimos son componentes esenciales para alcanzar la fluidez en un idioma.  
La plataforma se centra principalmente en enseñar palabras, expresiones y vocabulario de uso común en la vida diaria.

## Críticas
Dadas las características de la metodología de Mosalingua surgen ciertas complejidades, como lo han señalado varias personas que han probado la plataforma. Fabienne y Benoit, del blog Novo-Monde, comentan que la experiencia de usuario podría ser más intuitiva. Señalan que “la posible dificultad radica en que la aplicación es muy completa y ofrece muchas opciones”, lo que puede resultar abrumador para algunos usuarios.